# La Sagrada Familia con una mariposa
La Sagrada Familia con una mariposa, también conocida como La Sagrada Familia con una efímera, La Sagrada Familia con un saltamontes, La Sagrada Familia con una libélula o La Virgen con la libélula es un grabado a buril sobre cobre (23,7 × 18,5 cm) del artista alemán Alberto Durero (1471-1528) que data aproximadamente de 1495. Es bastante pequeño pero contiene numerosos detalles. Una imagen muy popular, copiada por otros grabadores dentro de los cinco años de su creación, se puede encontrar en los gabinetes de grabado más importantes, incluido el Museo de Arte de Indianápolis y la Colección Real Británica.

## Descripción
La Sagrada Familia con una mariposa es uno de los primeros grabados de Durero. Representa tanto a la Sagrada Familia como a la Santísima Trinidad: en un espacio delimitado por un muro bajo (símbolo mariano medieval del hortus conclusus), la Virgen María se sienta sobre un banco de hierba sosteniendo al pequeño Jesús, mientras José duerme contra él en el suelo junto a ellos; la Virgen levanta al Niño y lo mira con ternura. Justo sobre la Virgen con el Niño, Dios Padre y el Espíritu Santo en forma de paloma miran desde las nubes. En la esquina inferior derecha hay un insecto a menudo identificado como una libélula. Sin embargo, es posible que Durero lo haya concebido como una mariposa, una criatura cuyo ciclo de vida metamórfico la convierte en un símbolo perfecto de resurrección y redención. Más allá del recinto con la puerta cerrada se extiende un vasto paisaje costero enmarcado por montañas. La abundancia de texturas bellamente representadas en el paisaje ricamente detallado demuestra el temprano dominio de Durero en el arte del grabado.

## Historia

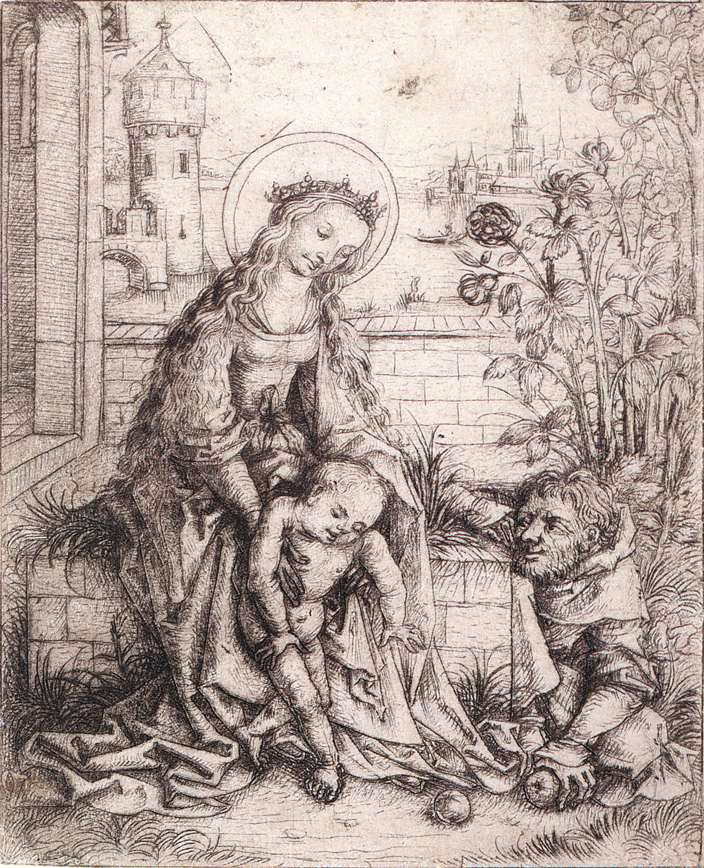
Maestro del Gabinete de Ámsterdam, La Sagrada Familia con rosal.

Se desconoce la fecha exacta de creación. Quizás se trate de una imitación de su aprendizaje, una copia de un maestro más mayor como Martin Schongauer. La forma precisa del monograma de Durero se parece mucho a las obras fechadas entre 1494 y 1495, y la presencia de una góndola al fondo lo sitúa después de su viaje de 1494 a Venecia. Esta es la primera estampa en la que Durero colocó su monograma, y la única donde la D está en minúscula. Al poner su firma en ella, reivindicó la autoría de la obra, a diferencia de muchos artistas anónimos de su época. Este título de propiedad, sin embargo, no ofrecía ninguna protección, ya que su fama internacional como genio artístico dio lugar a que aparecieran copias en toda Italia y Alemania alrededor de 1500.
Se trata del primer grabado que Durero dedicó al tema de la Virgen con el Niño en un paisaje, que se convertiría en un auténtico leitmotiv de su obra, con nada menos que once grabados sobre el tema.  
El tema de la Sagrada Familia probablemente se inspiró en un grabado del artista conocido como "Maestro del Libro de la Razón" o "Maestro del Gabinete de Ámsterdam".
En la Alemania de Durero, María y Jesús eran mostrados humanos y con los pies en la tierra, lo que los hace muy comprensibles para los simples mortales. Escenas tiernas como esta eran extremadamente populares. Durero realizó muchas estampas de este tema que eran vendidas en tiendas y a través de vendedores ambulantes para que los fieles pudieran pegarlas en libros o en las paredes como objetos de devoción.
Sin duda grabada poco después del viaje de formación de Durero al valle del Rin, la obra da testimonio de la diversidad de influencias nórdicas que alimentaron al joven artista, hasta el punto de que Erwin Panofsky la describió como "Síntesis entre el Maestro del Gabinete de Ámsterdam y Schongauer". A este respecto, parece seguro que Durero conocía La Sagrada Familia con rosal del primero.  

## Iconografía
Durero combina aquí dos iconografías bien establecidas, la del descanso durante la huida a Egipto y la de la Virgen en un jardín cerrado, de la que constituye una reminiscencia el muro bajo situado detrás del banco. Ofrece así una fórmula a medio camino entre La Sagrada Familia de Erlangen dibujada en 1491, y la de Berlín, dibujada en 1492. Del primero, Durero toma el motivo del Niño aferrado al cuello de la Virgen y acercándose a su rostro, y del segundo, el paisaje así como la figura de un José anciano y abrumado, sentado en el suelo detrás del banco de hierba en el que se apoya.  

## Estilo
La profunda conexión entre las figuras y el paisaje de fondo es el elemento que, desde el principio, hizo famosa la obra gráfica de Durero más allá de las fronteras alemanas. Por otro lado, el juego de pliegues del rico vestido de María muestra hasta qué punto su arte todavía se refiere a la tradición del gótico final alemán, mientras que aún no se percibe rastro de la experiencia de su estancia en Italia.
Al igual que Schongauer, a quien había elegido como modelo, Durero firmó la hoja en el margen inferior con una primera versión de su monograma con letras que parecen góticas.

## Insecto

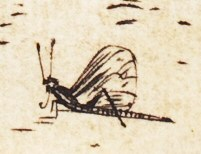
Detalle del insecto de La Sagrada Familia con una mariposa.

El tipo de insecto representado por Durero no está claro. Si bien comúnmente se la conoce como libélula (odonata), Kate Heard y Lucy Whitaker en su libro The Northern Renaissance. Dürer à Holbein (2011) sugieren que se puede ver como una mariposa (lepidóptera). Explican que la familiar transformación de la mariposa de oruga a adulta alada era un símbolo de resurrección y redención del alma, en referencia al Niño Jesús en brazos de la Virgen. El insecto también ha llegado a ser considerado un saltamontes (acrididae) o una mantis religiosa, cambiando en consecuencia el significado simbólico en relación con la Virgen.

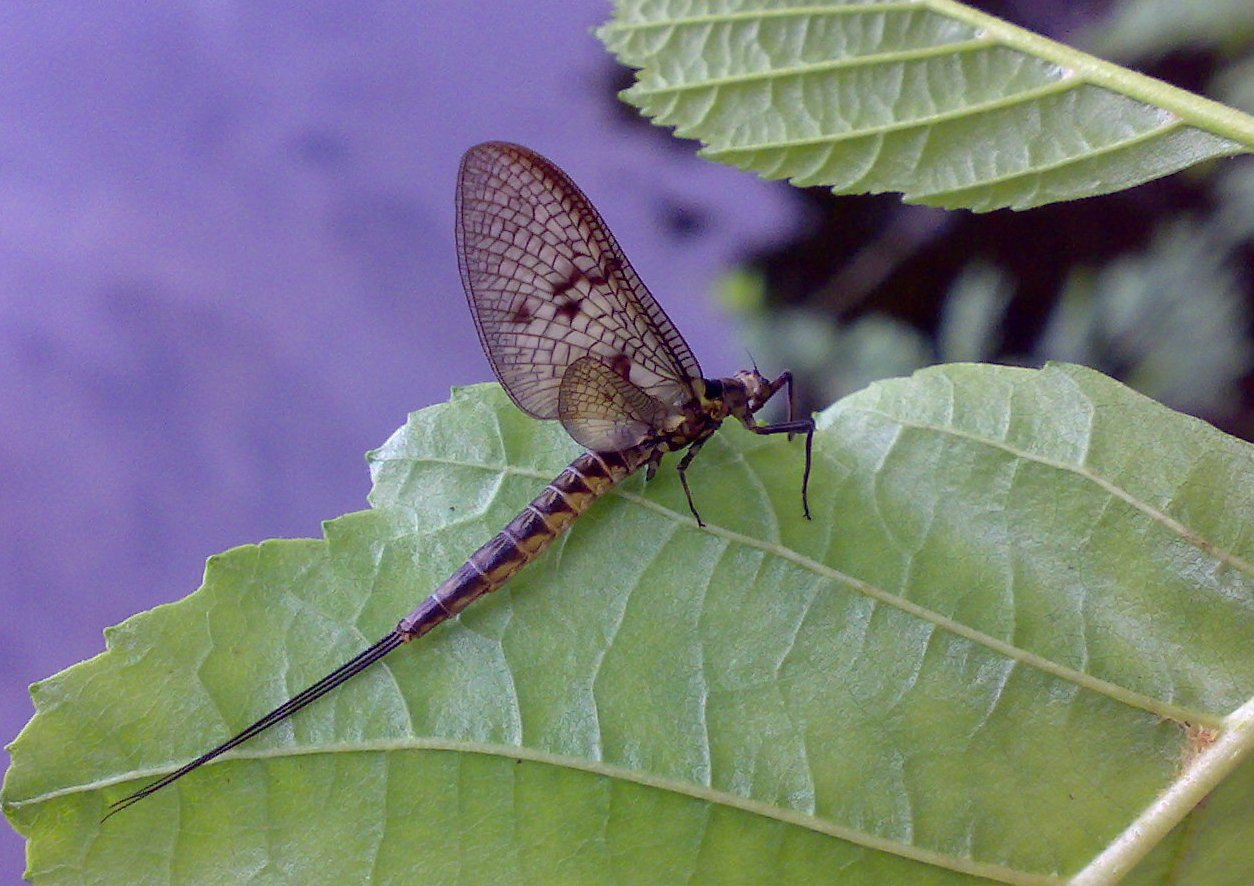
Efímera europea común, ephemera vulgata.

Un grabado similar en la Galería Nacional de Arte de Washington se llama La Sagrada Familia con la efímera, identificando al insecto como una efímera (efemerópteros). Los críticos Larry Silver y Pamela H. Smith escriben que la imagen proporciona “un vínculo explícito entre el cielo y la tierra... para sugerir una resonancia cósmica entre lo sagrado y lo profano, lo celestial y lo terrestre, el macrocosmos y el microcosmos».

## Transmisión
La obra, que debía responder a las exigencias de un mercado ávido de imágenes devocionales, fue copiada tanto por Marcantonio Raimondi como por Israhel van Meckenem, quien reprodujo, además de éste, otros tres buriles de Durero, Los amantes y la Muerte, Las cuatro brujas y La pequeña Fortuna. El ejemplar de Meckenem es fiel tanto en su formato como en su diseño, siendo la principal diferencia la inversión de la obra. Se pueden detectar algunas variaciones, como el barco delante del puente que falta en la versión de Israel van Meckenem. El copista no consigue transmitir la esencia de la composición de Durero, que ofrece, por su parte, una escena llena de dulzura y humanidad.

## Colecciones
- Museo de Arte de Indianápolis (Estados Unidos)[1]
- Colección Real (Reino Unido)
- Galería Nacional de Arte[5]
- Rijksmuseum Ámsterdam (n.º inv. RP-P-OB-1204)[8]